# 東森國際
東森國際股份有限公司（Eastern Media International），簡稱東森國際、EMI，為一家台灣船務代理業、多媒體企業及旅館業者，業務包含船務代理業、一般旅館業、電子傳媒營運、影音製作、網際網路、衛星電視廣播業務等。船務部分於百慕達、巴拿馬、香港、德國、開曼群島成立子公司或孫公司。目前主要業務為經營社群新聞網站及衛星電視頻道，並以東森購物、ETtoday為企業品牌。

## 歷史
1975年，遠東倉儲股份有限公司創立，趙常恕為首任董事長，早期主要於高雄港及台中港經營穀倉及海運業務，並負責推動建倉工作。1981年，遠通航運股份有限公司成立。1989年，遠通航運被遠東倉儲吸收合併。
1991年，力霸企業集團第二代王令麟與有線電視系統業者合資成立友聯全線傳播事業股份有限公司。1992年，王令麟接任遠東倉儲董事長。1995年，遠東倉儲在臺灣證券交易所股票上市，登記為「航運類股」，同時開始跨足媒體部門、兩岸物流、土地開發及零售購物等領域，並轉投資成立東聯先進多媒體（後改名為東森媒體科技）。
1993年6月，友聯全線更名為力霸友聯全線傳播事業股份有限公司。1997年9月1日，由於力霸集團創辦人王又曾反對擴大力霸友聯全線發展、同時不准力霸友聯全線使用「力霸」名稱，力霸友聯全線更名為東森傳播事業股份有限公司，簡稱東森電視，遠東倉儲成為最大股東。1999年12月，遠東倉儲成立東森得意購，是台灣第一家電視購物業者，品牌為「東森購物」。
2000年，為配合多角化發展，遠東倉儲正式更名為遠森網路科技股份有限公司，觸角延伸至穀物貿易、休閒觀光等事業，並成立東森新聞報（ETtoday.com）。2005年，遠森網路科技更名為東森國際股份有限公司，以零售、媒體、休閒觀光三大事業體為主要目標。2006年至2007年間，力霸案爆發，東森國際出售東森電視、東森媒體科技逾6成股份，凱雷集團收購成為最大股東。
2009年，森信息股份有限公司成立，為東森國際子公司，主要經營「CubeMedia酷新聞」新媒體實驗室，為ETtoday新聞雲前身；同年，東森國際成立電視購物業者森森百貨。2011年11月，ETtoday新聞雲正式成立。隔年，森森百貨董事會通過，將從馥甲建設手中收購東森得意購過半股權，東森得意購正式成為森森百貨子公司、東森國際孫公司。
2013年，廖尚文接任東森國際董事長，持續以發展新媒體為主要導向。2014年，東森國際股票掛牌由航運類股變更為「百貨類股」。2017年4月，東森購物與森森百貨合併，續存公司為東森購物。2017年11月，東森國際總裁王令麟考量出售對象及價格，將持有21.32%的東森電視股份售予茂德機構，全面退出東森電視經營。
2020年，東森國際得標林口國際媒體園區B基地地上權開發案，同年3月14日與新北市政府完成簽約，將投資新台幣100億元建設東森集團全球營運總部。2022年4月13日，東森國際舉辦東森集團全球營運總部（恩典大樓）動土典禮，預計2025年啟用。

## 母公司
- 遠富國際股份有限公司：

前稱東森公關股份有限公司，與東森國際交叉持股，主要為頻道代理、頻道經營業務。
- 鼎豐傳播事業股份有限公司：

與東森國際交叉持股，主要為頻道代理業務。

## 旗下子公司

### 智慧科技生活服務事業群
- 東森得易購股份有限公司

電視購物及網路購物，2017年與森森百貨合併，為存續公司
- 東森整合行銷股份有限公司

點數回饋系統，得易Ponta（於2018年12月31日終止營運）
- 東森幣有限公司

點數回饋系統
- 台灣禮物卡股份有限公司

電子商務於2016年加入東森集團，經營預付型商品禮物卡、電子票卷
- 自然美生物科技股份有限公司

天然護膚美容品牌，2018年併購，旗下產品包括沙龍級和專櫃美容保養品、健康食品以及精油等。港交所股票代號：0157。
- 東森全球事業股份有限公司

多層次傳銷（直銷）事業。以商品分潤，開創分潤電商。
- 墨攻網路科技股份有限公司

電子票券系統，2017年併購，即時信託管理、信託票券、訂房系統、支付系統、電子票券B2B銷售系統等服務
- 東森京瑑股份有限公司

2017年2月9日由日本亞朱蘭(Assuran)公司、台灣東森得易購合資成立，主要負責美妝保養品販售，東森得易購子公司。2021年8月3日，公司中文名稱更名為「東森京瑑股份有限公司」。
- 東森房屋仲介股份有限公司

房屋仲介，前身為力霸房屋，以東森房屋為主要品牌
- 東森財產保險代理人股份有限公司

於2004月2月成立，為臺灣第一個電視保險商品的交易平台的保險業者。
- 東森旅行社股份有限公司

旅遊休閒業，ETholiday為主要品牌
- 東森蝶蒙股份有限公司

醫療美容，東森得易購子公司，經營「東森De Mon Spa會館」
- 伊森股份有限公司

由伊林娛樂、東森國際，在2018年合資成立；負責代理品牌與代操經營美妝品、保健品與時尚流行品。
- 草莓網

香港美妝電子商務平台，2018年1月併購
- 森岳傳播股份有限公司

電視節目製作公司，製作東森得易購節目內容，也是中天綜合台《笑林練舞功》製作單位

### 新媒體事業群
- 東森新聞雲股份有限公司

網路媒體、社群新聞網站經營，ETtoday新聞雲為主要品牌
- 量子娛樂製作股份有限公司

網路直播節目、製作，與王偉忠合資成立
- 東森分眾傳媒股份有限公司

電梯電視聯播網

### 其他事業單位
- 東森海洋溫泉酒店股份有限公司

旅館經營業，於宜蘭縣頭城鎮經營東森海洋溫泉酒店，2017年11月宣布12月1日起停業一年，公司尚未解散。
- 東森投資股份有限公司
- 東森國際租賃股份有限公司
- 東凱租賃股份有限公司
- 鼎凱茂易（上海）有限公司

## 旗下電視頻道

### 東森得易購股份有限公司
- 東森購物1台

有線電視第47頻道
中華電信MOD第249頻道
- 東森購物2台

有線電視第34頻道
中華電信MOD第299頻道
- 東森購物3台

有線電視第46頻道
中華電信MOD第349頻道
- 東森購物4台

中華電信MOD第399頻道
- 東森購物5台

有線電視第60頻道
中華電信MOD第599頻道

### 遠富國際股份有限公司
- ETtoday綜合台

凱擘大寬頻128頻道
台灣大寬頻128頻道
大新店128頻道
屏南128頻道
南國有線電視95頻道
中華電信MOD第315頻道

## 已轉賣的事業
- 東森電視事業股份有限公司

2017年11月，集團持有的東森電視的持股已全部轉賣給茂德國際投資股份有限公司，全面退出東森電視經營。

## 外部連結
- 東森國際在台灣棒球維基館上的頁面（繁體中文）
- 東森國際 （页面存档备份，存于）
- 台灣公司資料 （页面存档备份，存于）